# De Vergeten Twentse Lente
De Vergeten Twentse Lente is een Twentse muziektheaterproductie over de april-meistaking, die begon op donderdag 29 april 1943 bij Machinefabriek Gebr. Stork & Co in Hengelo.

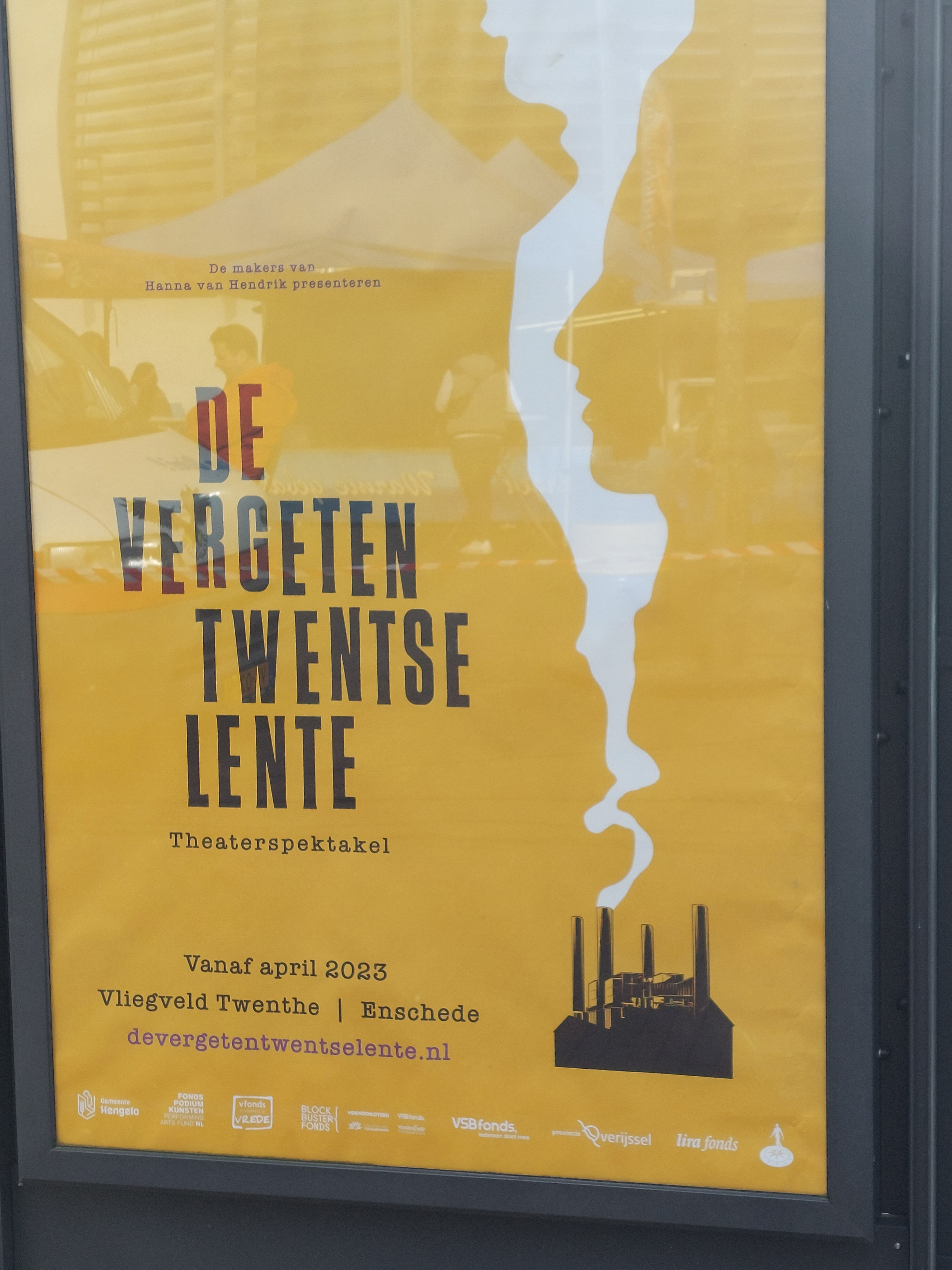
poster van musical

Het stuk is een initiatief van actrice Johanna ter Steege en Liesbeth Coltof. Teksten zijn zowel in het Twents dialect als in het Nederlands. Locatie is hangar 11 van Vliegveld Twenthe met drie levensgrote decors en een dorpsstraat.

## Rolverdeling
De hoofdrolverdeling bestaat uit de volgende spelers:
- Johanna ter Steege - Fenna de Lange, burgemeester (2023), Betsie Hendriksen (1943)
- Stefan de Walle - Luuk Hampsink (2023), Dolf Hampsink (1943)
- Laus Steenbeeke - Epi de Lange, broer van Fenna (2023), Jan Hendriksen (1943)
- Roosmarijn Luyten - Astrid de Lange (2023), Femy Efftink (1943)
- Lucretia van der Vloot - Tess Hedeman (2023), Dientje Oosterveld (1943)
- Rabbi Jallo - Benjamin Paltrow (2023), Tjitte Roorda (1943)
- Wietse Stuiver - Stan (2023), Lammert Jeunink (1943)
- Roleyen Tielman - Lola (2023)
- Giullia Radulescu - Emma de Lange (2023)